# نوک اچ‌دی
نوک اچ‌دی (انگلیسی: Nook HD) و نوک اچ‌دی+ (به انگلیسی: Nook HD+) سومین نسل از تبلت‌های کتابخوان الکترونیک و رسانمای بارنز اند نوبل است که برای استفاده از فایل‌های اختصاصی با مدیریت حقوق دیجیتال (DRM) یا فایل‌های دیگر هستند. آنها جانشینان تبلت‌های نوک هستند و هر دو در ۸ نوامبر ۲۰۱۲ منتشر شدند.